# Equació de Liénard
En matemàtiques, més concretament en l'estudi de sistemes dinàmics i equacions diferencials, una equació de Liénard és una equació diferencial de segon ordre, que duu el nom del físic francès Alfred-Marie Liénard.
Durant el desenvolupament de la ràdio i la tecnologia de les vàlvules de buit, s'utilitzaven molt les equacions de Liénard ja que es poden usar per modelar circuits oscil·latoris. Sota certes suposicions addicionals el teorema de Liénard garanteix la unicitat i existència d'un cicle límit per a tal sistema.

## Definició
Siguin f i g dues funcions contínuament diferenciables en R, sigui g una funció imparella i f un funció parella. Llavors l'equació diferencial ordinària de segon ordre de la forma
{\displaystyle {d^{2}x \over dt^{2}}+f(x){dx \over dt}+g(x)=0}
s'anomena equació de Liénard.

## Sistema de Liénard
L'equació pot ser transformada en el sistema d'equacions diferencials ordinàries bidimensional equivalent. Es defineix 
{\displaystyle F(x):=\int _{0}^{x}f(\xi )d\xi }
{\displaystyle x_{1}:=x}
{\displaystyle x_{2}:={dx \over dt}+F(x)}
Llavors
{\displaystyle {\begin{bmatrix}{\dot {x}}_{1}\\{\dot {x}}_{2}\end{bmatrix}}=\mathbf {h} (x_{1},x_{2}):={\begin{bmatrix}x_{2}-F(x_{1})\\-g(x_{1})\end{bmatrix}}}
s'anomena sistema de Liénard.
Alternativament, com que l'equació de Liénard és en si mateixa una equació diferencial autònoma, la substitució {\displaystyle v={dx \over dt}} fa que l'equació de Liénard esdevingui una equació diferencial ordinària de primer ordre:
{\displaystyle v{dv \over dx}+f(x)v+g(x)=0}
que pertany a l'equació d'Abel de segona classe.

## Exemple
L'oscil·lador de Van der Pol
{\displaystyle {d^{2}x \over dt^{2}}-\mu (1-x^{2}){dx \over dt}+x=0}
és una equació de Liénard. La solució d'un oscil·lador de Van der Pol té un cicle límit. Tal cicle té una solució de l'equació de Liénard amb{\displaystyle f(x)} negatiu per {\displaystyle |x|} petit i {\displaystyle f(x)} positiu altrament. L'equació de Van der Pol no té cap solució analítica exacta. Tal solució per al cicle límit existeix si {\displaystyle f(x)} és una funció constant definida a trossos.

## Teorema de Liénard
Un sistema de Liénard té un cicle límit únic i estable que envolta l'origen si satisfà les propietats addicionals següents:
- g(x) > 0 per tot x > 0;
- {\displaystyle \lim _{x\to \infty }F(x):=\lim _{x\to \infty }\int _{0}^{x}f(\xi )d\xi \ =\infty ;}
- F(x) té exactament una arrel positiva per algun valor p, on F(x) < 0 per 0 < x < p i F(x) > 0 i és monotònica per x > p.